# تخليق أمام جبهي

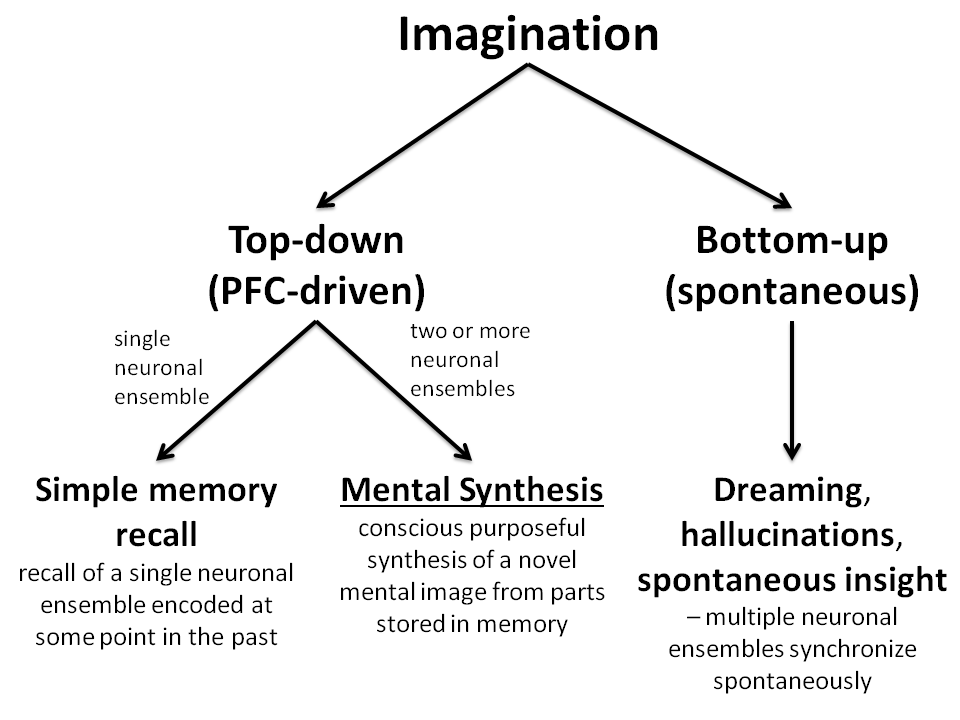

التخليق الأمام جبهي (بّي إف إس، المعروف أيضًا باسم التخليق العقلي) هو عملية هادفة واعية لتخليق صور ذهنية جديدة. يختلف التخليق أمام الجبهي من الناحية العصبية عن أنواع المخيلة الأخرى، مثل استدعاء الذاكرة البسيط والحلم. على عكس الحلم، الذي يكون عفويًا ولا تتحكم فيه القشرة الأمام جبهية (بّي إف سي)، تتحكم القشرة الأمام جبهية الوحشية السليمة بالتخليق أمام الجبهي ويعتمد عليها تمامًا. وعلى عكس استدعاء الذاكرة البسيط الذي يستلزم تنشيط مجموعة عصبية (إن إي) واحدة مرمزة في وقت ما في الماضي، يستلزم التخليق أمام الجبهي تركيبة نشطة من مجموعتين أو أكثر من مجموعات ترميز الكائنات العصبونية (أوبجيكت إن إي). يُفترض أن آلية التخليق أمام الجبهي تستلزم مزامنة العديد من مجموعات ترميز الكائنات العصبونية المستقلة. عندما تُقدح مجموعات ترميز الكائنات العصبونية بشكل غير متزامن، تُدرك الكائنات واحدًا تلو الآخر. ولكن، بمجرد إزاحة مجموعات ترميز الكائنات العصبونية هذه زمنيًا عن طريق القشرة أمام الجبهية الوحشية لتقدح في نفس الطور مع بعضها البعض، تُدرك بوعي ككائن أو مشهد موحد.

## علوم أعصاب التخليق الأمام جبهي
يُفترض أن آلية التخليق أمام الجبهي تستلزم مزامنة العديد من مجموعات ترميز الكائنات العصبونية المستقلة. عندما تقدح مجموعات ترميز الكائنات العصبونية المستقلة بشكل غير متزامن، تُدرك الكائنات واحدًا تلو الآخر. ولكن، بمجرد إزاحة هذه المجموعات زمنيًا عن طريق القشرة أمام الجبهية الوحشية لتقدح في نفس الطور مع بعضها البعض، تُدرك بوعي ككائن أو مشهد موحد. لم تُختبر فرضية التزامن بشكل مباشر مطلقًا ولكنها دُعمت بشكل غير مباشر بعدة سطور من الأدلة التجريبية. بالإضافة إلى ذلك، تعد الطريقة الأكثر شحًا لتفسير تكوين ذكريات خيالية جديدة، لأنه يمكن أن تكون نفس آلية التعلُّم الهبيّ («العصبونات التي تُقدح معًا ترتبط ببعضها البعض»)، المسؤولة عن الذكريات الحسية المدفوعة من الخارج للأشياء والمشاهد، مسؤولةً أيضًا عن حفظ الصور الجديدة المبنية داخليًا، مثل المخططات والتصاميم الهندسية. تتزامن العصبونات في عملية تكوين الذكريات المستقبلة الجديدة عن طريق التحفيز الخارجي المتزامن (سقوط الضوء المنعكس من جسم متحرك على شبكية العين في نفس الوقت مثلًا). أما في عملية تكوين ذكريات خيالية جديدة، تتزامن العصبونات بواسطة القشرة الأمام جبهية الوحشية خلال الاستيقاظ أو تلقائيًا خلال الحلم. في كلتا الحالتين، يربط القدح المتزامن العصبونات ببعضها في مجموعات ترميز كائنات عصبونية جديدة مستقرة يمكن دمجها لاحقًا في ذاكرة طويلة المدى.